# Glaucina elongata
Glaucina elongata là một loài bướm đêm trong họ Geometridae.